# Svédasztal
A svédasztal vagy büfé a vendéglátásban az ételek egy felszolgálási módja, ahol ahelyett, hogy az egyes fogásokat a szervírozás sorrendjében a vendég asztalánál szolgálnák fel, az összes fogást, vagy azok egy részét (pl. salátabüfé) egy vagy több asztalon, esetleg pulton kirakva tálalják fel és ahonnét a vendégek azután magukat kiszolgálva válogathatnak az ételekből.

## Története

### A büfé
Franciaországban a 14. században jelent meg egy bútordarab, (egyfajta kredenc), amelyet bufe-nek hívtak és a család vagyonát reprezentáló ezüstnemű kiállítására szolgált.
A 18. század folyamán vált szokássá a jómódú angolok körében, hogy a reggelit ezen az itt már buffet-nek nevezett bútordarabon tálalták és a reggelizni érkező családtagok maguk válogattak a feltálalt ételek között. Ezidőtájt a bálokon és nagyobb banketteken az ételeket és italokat még szolgák hordozták körbe nagy tálcákon, de a század végére már egy külön helyiségben felállított asztalra kezdték feltálalni ezeket. Napóleon különösen kedvelte ezt a formátumot és nagy szerepe volt abban, hogy egész Európában elterjedt.
A 19. század elejétől már vendéglősök és szállodások is szolgáltattak büfét rendezvényeken és megjelentek a szállodákban a báltermek is. Innét jött divatba, hogy a hideg ételeket és desszerteket, süteményeket a kávéházakban és éttermekben büfépultokra rakták, ahol a vendég kiválaszthatta, hogy mit kér, bár magát a tányért még a pincér vitte az asztalhoz.
Az első teljesen önkiszolgáló, átalánydíjas büféétkezést Las Vegasban, az El Rancho Hotel & Casinóban, Buckaroo Buffet néven indította egy Herb McDonald nevű, kanadai származású üzletember 1946-ban. Az egy dollárért 24 órában kínált "all you can eat" étkeztetés célja az volt, hogy a hotel kaszinójában tartsa a szálloda vendégeit. Noha magán a büfén veszített a cég, annak költségeit bőven behozták a kaszinóban eljátszott összegek. Az ötletet hamar átvette a többi kaszinó is és már az ötvenes években megnyílt az első "all you can eat" koncepcióra építő éttermi franchise is.
Magyarországon a 19. század második felében nőttek ki a "delicates"-kereskedésekből a büfékonyhák, mint amilyen a 20. század elején a Háen is volt. Ezekben elvitelre és helyben fogyasztásra is lehetett választani a pultokban kínált hideg és meleg ételekből, cukrásztermékekből. Az államosítás után ezekből szervezték a Mézes-Mackó büféhálózatot és ebből kiindulva kezdtek az ötvenes évektől minden kisebb, ételeket állófogyasztásra és elvitelre árusító üzletet és bódét "büfé"-nek hívni.

### A svédasztal

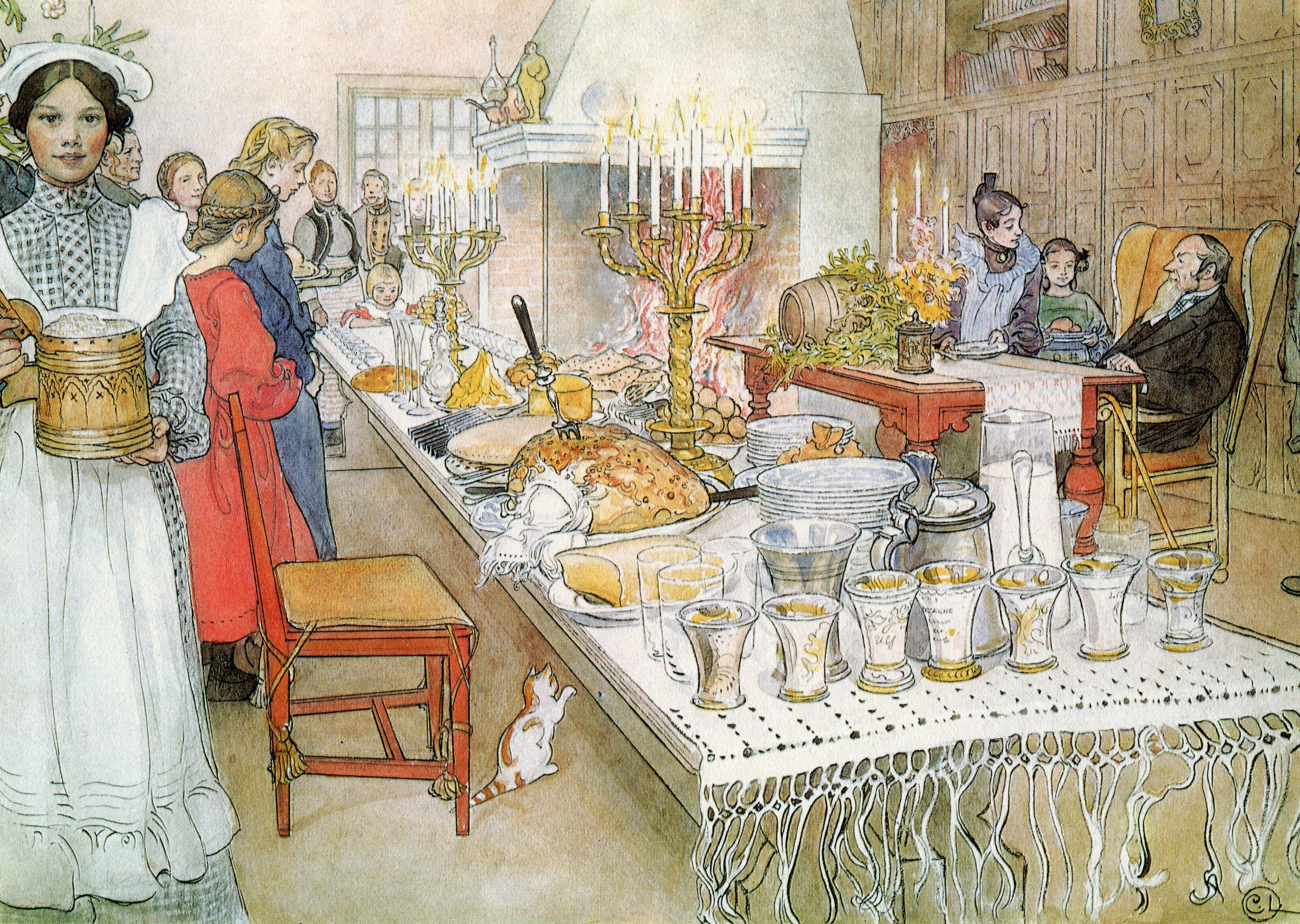
Julebord az előző századfordulón

#### Julebord
A svédasztal őse a Julebord, ami maga egy kora-középkori, egész Skandináviában elterjedt szokásra vezethető vissza, miszerint a téli napforduló idején tartott ünnepek (midvinterblotet, majd a kereszténység felvétele után karácsony, aka Jul) alatt egy asztalra különféle ételeket és terményeket helyeztek, amiről aztán a környékbeli szegények és vándorok szabadon elvihettek bármit. Később ez az asztal a család karácsonyi asztalává vált és még manapság is így szokás tálalni a karácsonyi vacsorát.

#### Smörgåsbord
A 15. század során, a jómódú svéd kereskedők és nemesek körében vált szokássá, hogy a vacsoravendégeknek egy asztalra (brännvinsbord) szeszesitalokat és sós-savanyú hideg falatokat (pácolt heringet és lazacot, hideg kolbászt és sült húst, sajtot, kenyeret és vajat) helyeztek aperitif és előétel gyanánt. Emellett azután néhány korty és falat közben beszélgethettek a meghívott vendégek egymással és vendéglátóikkal az asztalhoz ültetés előtt. Az idők folyamán ez a vacsorát megelőző állófogadás egyre hosszabbá vált, mert a vendégek itt szabadon beszélgethettek egymással, akár a nők és férfiak külön szobákban is, szemben a szigorú ültetési rendű asztallal, ahol többnyire mindenki csak az asztal-szomszédjával tudott párbeszédet folytatni.
A 17. század közepén az ételek és italok a külön asztalról a vacsoraasztalra vándoroltak és meleg ételekkel, valamint desszertekkel egészültek ki. A székek átkerültek az ebédlőből a szalonba és az egész összejövetel állófogadás jelleget öltött.
A 19. században az éttermekben is megjelent az asztal vagy pult, amire az előétel-kínálatot tették ki és ezt kezdték smörgåsbord-nak hívni, utalva a köpüléskor kiváló és az író tetején úszkáló vajdarabkákra, melyeket svédül smörgås-nak (ejtsd: szmörgóz) (vajlibáknak) hívtak, amit a kenyérre kentek, illetve az asztalra, amin ezeket a vajas szendvicsek elhelyezték.
Nemzetközi ismertséget a svédek tálalása az 1912-es stockholmi olimpia alatt szerzett, aminek ideje alatt az éttermek nem csak az előételeket, hanem a főfogásokat is ebben a rendszerben kezdték kínálni.

## Elnevezése
A "svédasztal" relatív újkeletű elnevezés a nyelvünkben. A háború előtt a "büfé" sokkal elterjedtebb volt és a svédasztal csak a hatvanas években vált meghatározóvá, megkülönböztetve a svédasztalos kínálatot az állófogyasztásra és elvitelre árusító büféktől. Ezt a szóösszetételt rajtunk kívül az észtek (rootsi laud) és néhány velünk szomszédos országban használják. Más nyelvekben a büfé egy-egy változata, vagy egy, a hideg ételekre utaló kifejezés, pl. kaldtbord (norvég) ill. det kolde bord (dán) a megfeleltetett szóösszetétel.

## Típusai

### Svédasztalos reggeli
Kétség kívül a svédasztal leghétköznapibb és legelterjedtebb változata a büféreggeli, ami manapság már szinte minden szállodában megtalálható és sok kisebb panzió és egyéb szálláshely is így tálalja a reggeli ételeket és italokat.

### Svédasztalos ebéd/vacsora
Főleg teljes- és félpanziós, valamint "all inclusive" ellátást kínáló szállodákban elterjedt. Általában a teljes menüsort önkiszolgáló rendszerben tálalják az előételektől a desszertig.

### "All You Can Eat"
Az Amerikából világhódító útjára indult vendéglátási formátumban az étterem teljes kínálatát svédasztal-szerűen tálalják fel és ebből a vendégek egy előre (vagy utólag) befizetett átalányösszegért, egy megadott időkorláton belül korlátlanul fogyaszthatnak.

### Lakásbüfé
Az utóbbi húsz évben divatba jött lakáséttermek egyik fajtája, melynek lényege, hogy a limitált helyek ellenére nagyobb számú vendéget tudnak kiszolgálni, mint egy hagyományos lakásétteremben.

### Salátabár
A salátabár hetvenes években vált divatossá és a nyolcvanas években Magyarországon is megjelent. A Jane Fonda fémjelezte fitneszhullámot meglovagolva az éttermek a salátakínálat kiszélesítésével próbálták az egészséges és könnyű ételkínálatot bővíteni. A korábban elterjedt, előre bekevert, nehéz, főleg majonézes saláták helyett, vagy mellett, a salátabárban friss, nyers zöldségek és változatos öntetek közül válogathatják össze a nekik megfelelőket a vendégek.

### Hideg büfé
Leginkább állófogadásokon elterjedt és többnyire hidegtálak és saláták, valamint u.n. "fingerfood" jellemzi.

### Meleg büfé
Különféle rendezvényeken, ülve, vagy (magasított asztaloknál) állva fogyasztható, önkiszolgáló rendszerű büfé, ahol teljes menüsort kínálnak.

### "Flying buffet"
A 2000-es években, Amerikából indult divathullám a rendezvény-catering területén vált népszerűvé. Szinte kizárólag állófogadásokon lehet vele találkozni, ahol a felszolgálók tálcákon hordozzák körbe az egyetlen falatnyira porciózott ételeket és vagy az italokat is így kínálják, vagy azokhoz egy kitelepült látványos koktélbárban lehet hozzájutni.

### "Running Sushi"
A running sushi is egyfajta svédasztal futószalagon. A kínált ételeket (nem csak szusit) elkészültekor egy futószalagra teszik, amely mentén vannak az asztalok elhelyezve és a vendégek szabadon választhatnak a mellettük elhaladó ételek közül. A tálalási technikát a kilencvenes években Tapas-bárokban is használni kezdték.

### Dim-Sum
A Kantonból származó tim-szam is ide sorolható. Ugyan az ételeket nem egy asztalról lehet elvenni, hanem kocsikon tolják körbe a teaházban vagy étteremben, de lényegét tekintve, a vendégek itt is szabadon válogathatnak az előre elkészített ételek közül.

### Rijsttafel
A svédasztal holland-indonéz változata. Többnyire egy sor étel kisebb tálkákban feltálalva, melyek mellé egy nagyobb tálban, vagy kiporciózva rizst kínálnak.

### Sadhya
Az indiai változatot banánlevélen tálalják és kézzel fogyasztják. Akár 60 féle ragut, zöldséget és mártást is tartalmazhat.

### Zakuszka
A Lengyelországban, a Baltikumban és Oroszországban divatos Zakuszka nem más, mint előételek és saláták egy külön asztalon tálalva.